# Entidad política

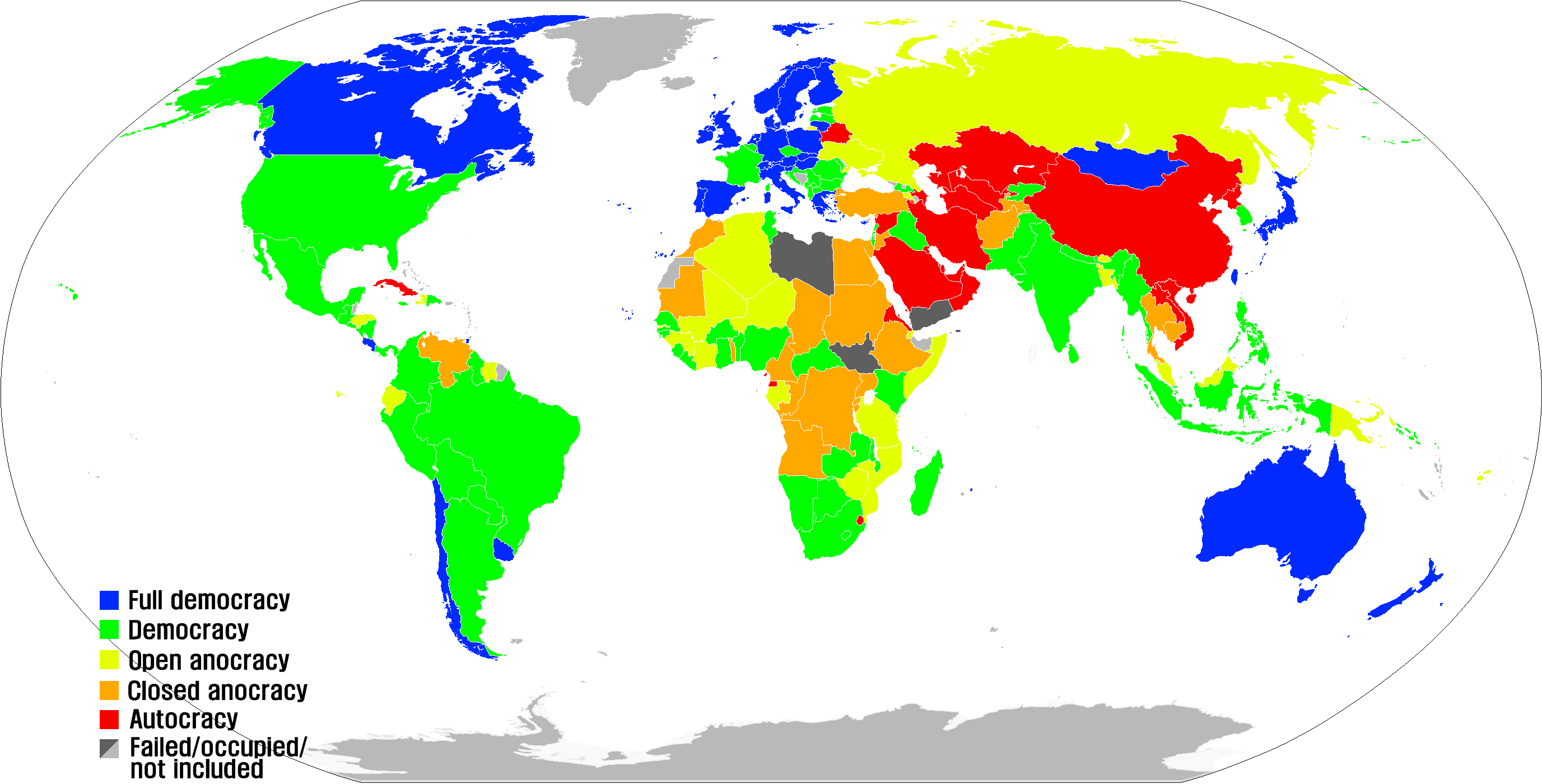
Mapa de los diferentes regímenes políticos en el mundo en 2017.

Entidad política es un concepto propio de la ciencia política que designa a la institución política que tiene una dimensión territorial, tanto si es un Estado soberano como si es una demarcación administrativa de este.

## Historia
En la Edad Antigua y la Edad Media las entidades políticas dominantes eran las ciudades-Estados, los reinos y los imperios. En Europa Occidental, el Imperio Romano de Occidente, tras su caída, fue sustituido por los reinos germánicos, en medio de un secular proceso de transición al feudalismo europeo, del que el surgimiento y caída del Imperio carolingio fue el principal episodio. La organización territorial del Imperio se hizo en condados, ducados y marcas, que con el tiempo pasaron de ser administradas por funcionarios a ser gobernadas por aristócratas hereditarios; independientes de hecho y luego de derecho. La expansión musulmana puso un inmenso espacio del Viejo Continente (de al-Ándalus al Imperio moghul) bajo los criterios propios de su peculiar sistema religioso-jurídico-político (la umma o comunidad de creyentes -califato, emiratos, sultanatos, taifas, mamlakas, etc.-)
Mientras el Imperio bizantino y el resto de la cristiandad oriental se desarrollaban bajo sus propios criterios, en la cristiandad latina, desde finales de la Edad Media se fueron produciendo transformaciones sustanciales, entre las que destacaron la crisis de ambos poderes universales (el Pontificado y el Sacro Imperio, aspirantes a convertirse en [[dos espadas|la «espada» conformaron en los primeros Estados nacionales o Estados modernos (Reino de Portugal, Reino de Inglaterra, Reino de Francia, Monarquía Católica o Hispánica).
Durante toda la Edad Moderna, las entidades políticas propias del Antiguo Régimen evolucionaron de manera muy compleja, manteniendo su particularismo o bien homogeneizándose con criterios centralistas; lo que ejemplificó la monarquía absoluta de Luis XIV de Francia a finales del siglo XVII. Al mismo tiempo surgieron las primeras entidades políticas propias del Nuevo Régimen o Estados liberales, ejemplificados en la Revolución holandesa y la Revolución inglesa. Fracasados tanto la idea imperial de Carlos V como la hegemonía de los Estados Habsburgo (alianza familiar de los Austrias de Viena y Austrias de Madrid), en los tratados de Westfalia (1648) se diseñó el nuevo equilibrio europeo y el nuevo concepto de relaciones internacionales.
La denominada Era de las revoluciones produjo una radical transformación de las entidades políticas, a partir de la Revolución americana (1776) y la Revolución francesa (1789), que se continuó con las guerras napoleónicas y la Restauración, culminando en la Revolución de 1848 (la llamada «primavera de los pueblos»). Simultáneamente se produjo la independencia de la América española y portuguesa.
Durante todo el siglo XIX y los inicios del XX, mientras la mayor parte de África y de Asia eran sometidas a la colonización, organizándose territorialmente en las distintas categorías (colonias de explotación, de poblamiento o de posición, dominios, protectorados) de los imperios coloniales británico, francés, holandés o belga; Europa Central y Oriental se mantuvieron como espacios políticos agrupados en cuatro grandes imperios: el Imperio ruso, el Imperio austrohúngaro, el Imperio turco y el Imperio Alemán (creado en 1871 en torno al Reino de Prusia). Todos ellos desaparecieron tras la Primera Guerra Mundial (1914-1918). El periodo de entreguerras (1918-1939) significó el fracaso de la construcción de un sistema de seguridad colectiva a cargo de la Sociedad de Naciones, mientras surgían y se reforzaban regímenes totalitarios en la Unión Soviética, la Italia fascista y la Alemania nazi. Tras la Segunda Guerra Mundial (1939-1945) se construyó un sistema internacional presidido por la ONU, caracterizado por la división del mundo en dos bloques (liderados por los Estados Unidos y la Unión Soviética) y el surgimiento de un Tercer Mundo nutrido por los nuevos Estados salidos de la descolonización. La fundación del Mercado Común Europeo significó un exitoso experimento de integración continental, expandido a Europa Oriental tras el nuevo orden internacional que siguió a la caída del muro de Berlín (1989) y la disolución de la Unión Soviética (1991).